# أماني الوشاحي
أماني عبد الواحد الوشاحي ناشطة وكاتبة وباحثة مصرية متخصصة في العالم الأمازيغي من قبيلة (فرخانة)، مولودة في مصر في محافظة بورسعيد في 24 يونيو 1973. هي ممثلة الأمازيغ في مصر ونائب رئيس منظمة الكونغرس العالمي الأمازيغي في مصر. ارتبط اسمها بالدفاع عن حقوق وكرامة الشعب الأمازيغي بمصر، مما جعلها توصف بأم الأمازيغ المصريين.

## عنها
هاجر جدها لمصر أيام الحرب الأهلية الإسبانية إلى الريف في أواخر القرن ال19 وأول القرن ال20. وهي عضوة في حركة مصريون ضد التمييز الديني وعضو في اللجنة الوطنية للتصدي للعنف الطائفي. ترى أماني أن الثقافة الأمازيغية لا زالت حية في مصر. وأن المصريين من أصول أمازيغية يعيشون في واحة سيوة، وهم يمثلون عشر (10) قبائل من إصل إحدى عشر قبيلة تسكن الواحة، ويتحدثون فيما بينهم بإحدى لهجات قبائل البربر الأمازيغية.

## رؤيتها
ترى أماني أن احتفال التليفزيون الرسمي للدولة بعيد رأس السنة الأمازيغي أمر رائع، وتأمل أن تتخذ الدولة خطوات أكبر لنشر المواطنة. تطالب أماني بإحياء الثقافة والهوية المصرية وتغير اسم الدولة الرسمي إلى الجمهورية المصرية، ليمثل جميع المصريين من الأقليات العرقية غير العربية.
تعزى أماني صراحتها في طرح ومناقشة الموضوعات المثيرة للجدل إلى جيناتها الأمازيغية، حيث أن المرأة الأمازيغية معروفة بالشجاعة والبأس.

## مناصب
- عضوة بالحزب الوطني الديمقراطي، الحزب الحاكم بمصر سابقًا.
- عضوة بحزب مصر الأم.
- مستشار رئيس منظمة الكونغرس العالمي الأمازيغي لملف أمازيغ مصر.
- سكرتير عام منظمة اتحاد شعوب شمال أفريقيا UNAP
- منسق عام الجبهة المصرية للتضامن الشعبي (تماسك) وهو تيار علماني ليبرالي.
- منسق عام الشبكة المصرية من أجل الأمازيغ ENFA.
- عضوه في حركة مصريون ضد التمييز الديني (مارد).
- عضوة اللجنة الوطنية للتصدى للعنف الطائفي.
- عضوة التحالف الشعبي لمراقبة الانتخابات.
- منسق الحملة الشعبية المستقلة للمطالبة باللواء عمر سليمان رئيسًا لمصر 2011.
- منسق مبادرة أماني الوشاحي للمصالحة المصرية الجزائرية.

## انظر
- مريم بن شعبان
- لمياء العمري
- ماري جاين ألفيرو
- ليندا بيطار
- داليا السعدني